# سفارة أرمينيا في ألمانيا
سفارة أرمينيا في ألمانيا هي أرفع تمثيل دبلوماسي لدولة أرمينيا لدى ألمانيا. تقع السفارة في برلين وهي تهدف لتعزيز المصالح الأرمينية في ألمانيا.

## وصلات خارجية
- الموقع الرسمي
- قائمة سفارات أرمينيا
- قائمة السفارات في ألمانيا